# Battle for the Sun (album)
Battle for the Sun este cel de-al șaselea album de studio al trupei de rock alternativ Placebo, ce a fost lansat pe 8 iunie 2009 în toată lumea, în afară de Japonia (unde a fost lansat pe 3 iunie), Australia (5 iunie) și SUA și Canada (9 iunie).
Producătorul acestui album este David Bottrill, care a mai lucrat cu Tool, Silverchair și dEUS. Acesta este primul album pe care formația l-a înregistrat alături de toboșarul Steve Forrest.
Albumul a fost lansat sub forma de download, CD, ediție limitată (CD + DVD), LP și într-o ediție de lux ce va conține variante de studio, variante live, imagini din concertul de la Angkor Wat, Cambodgia, susținut de trupă la sfârșitul anului 2008, imagini din studio și versuri scrise de mână.
Melodia care dă titlul albumului a fost lansată drept single promoțional la radio, fiind difuzată în exclusivitate pe 17 martie la emisiunea lui Zane Lowe de pe BBC Radio 1. Ulterior, fanii au avut posibilitatea să o downloadeze gratuit de pe site-ul oficial. Piesa „Ashtray Heart” a fost făcută de asemenea disponibilă spre download, dar doar în Japonia.
Într-un concert în cadru restrâns ținut tot pe 17 martie, formația a interpretat piese de pe album („Ashtray Heart”, „Julien”, „Kitty Litter” și „Devil in the Details”), împreună cu un cover după cântecul din 1984 al lui Nik Kershaw, „Wouldn't It Be Good”. Cu această ocazie, solistul Brian Molko a declarat pentru revista Rocksound: „Suntem foarte încântați de noul album, și piesa mea preferată este „Speak in Tongues”, dar nu lăsați asta să vă influențeze!”
Fanii înscriși pe site au beneficiat de pe 29 până pe 31 mai de audiția în premieră a albumului.

## Lista melodiilor

### CD
1. „Kitty Litter”
2. „Ashtray Heart”
3. „Battle for the Sun”
4. „For What It's Worth”
5. „Devil in the Details”
6. „Bright Lights”
7. „Speak in Tongues”
8. „The Never-Ending Why”
9. „Julien”
10. „Happy You're Gone”
11. „Breathe Underwater”
12. „Come Undone”
13. „Kings of Medicine”
14. „In a Funk” [precomandă iTunes și melodie bonus la ediția japoneză]

### Ediție Deluxe

#### Vinil
A
1. „Kitty Litter” - 3:47
2. „Ashtray Heart” - 3:32
3. „Battle for the Sun” - 5:33
4. „For What It's Worth” - 2:47

B
1. „Devil in the Details” - 4:28
2. „Bright Lights” - 3:23
3. „Speak in Tongues” - 4:06
4. „The Never-Ending Why” - 3:23

C
1. „Julien” - 4:43
2. „Happy You're Gone” - 3:50
3. „Breathe Underwater” - 3:44
4. „Come Undone” - 4:36

D
1. „Kings of Medicine” - 4:15
2. „Unisex” - 4:04
3. „The Movie On Your Eyelids” - 3:53

#### CD
1. „Kitty Litter” - 3:47
2. „Ashtray Heart” - 3:32
3. „Battle for the Sun” - 5:33
4. „For What It's Worth” - 2:47
5. „Devil in the Details” - 4:28
6. „Bright Lights” - 3:23
7. „Speak in Tongues” - 4:06
8. „The Never-Ending Why” - 3:23
9. „Julien” - 4:43
10. „Happy You're Gone” - 3:50
11. „Breathe Underwater” - 3:44
12. „Come Undone” - 4:36
13. „Kings of Medicine” - 4:15
14. „Unisex” - 4:04
15. „The Movie On Your Eyelids” - 3:53

#### CD-R
Disc ce permite downloadarea melodiilor live din turneul mondial al formației

#### DVD 1
Live in Angkor Wat
1. „Meds”
2. „Because I Want You”
3. „Follow the Cops Back Home”
4. „Black-Eyed”
5. „Post Blue”
6. „Blind”
7. „Teenage Angst”
8. „Twenty Years”

+ documentar

#### DVD 2
Conține documentarul In The Studio: The Making of Battle for the Sun

### Ediție Redux

#### CD
Varianta remasterizată a albumului original

#### Disc bonus
1. „Trigger Happy Hands”
2. „Monster Truck”
3. „Breathe Underwater (Slow)”
4. „Unisex”
5. „Because I Want You (Redux)”
6. „Blind (Redux)”
7. „Drag (Redux)”
8. „Twenty Years (Redux)”
9. „Soulmates (Redux)”
10. „Trigger Happy Hands (Buffalo Daughter Remix)”

## Concept, creație și teme lirice

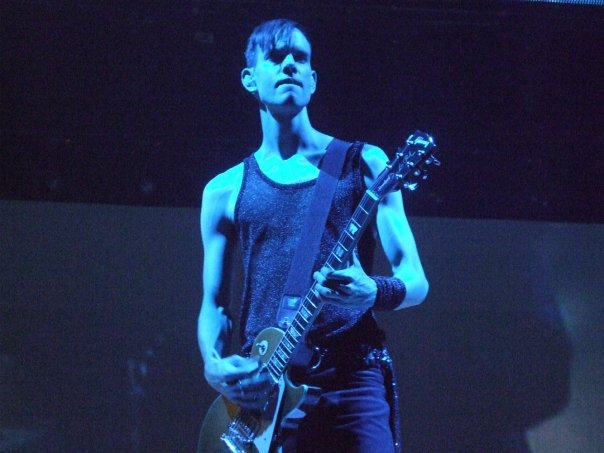
Stefan Olsdal în timpul unui concert din Lyon, 7 noiembrie 2009.

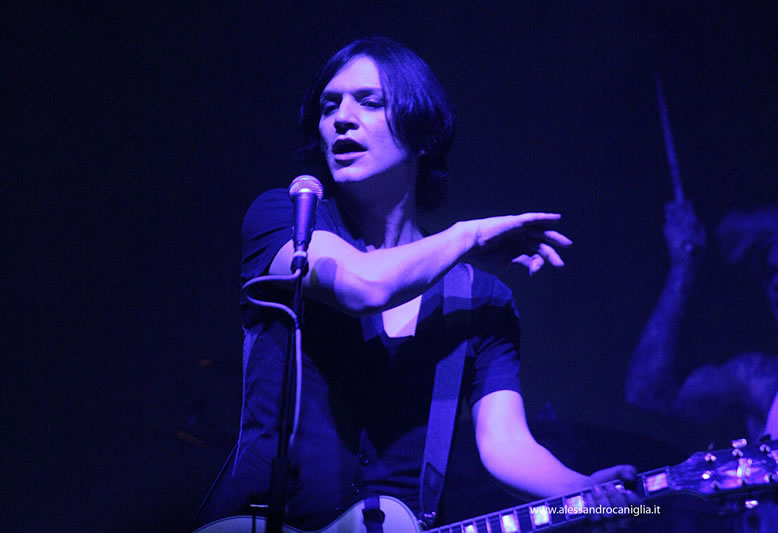
Brian Molko în timpul concertului din Bologna, 29 noiembrie 2009.

Brian Molko a declarat despre album următoarele: „Noul album este probabil mai puțin întunecat decât cel de dinainte [Meds], care vorbea despre chestiuni referitoare la dependență. Acesta vorbește mai degrabă despre eliberare și ieșirea din întuneric: este mai optimist.”, adăugând: „Am înregistrat un disc care are ca subiect a alege viața și a alege să ți-o trăiești, a păși din întuneric spre lumină. Nu e vorba neapărat să întorci spatele întunericului pentru că există, e esențial; e o parte din ceea ce ești, e vorba mai mult despre alegerea de a sta în lumina soarelui.”
Melodiile de pe Battle for the Sun sunt mai sofisticate din punct de vedere instrumental decât cele de pe albumul anterior, Meds, formația folosind elemente noi, printre care trompeta, saxofonul sau vioara, iar versurile sunt mult mai optimiste decât cele de pe Meds.
„Kitty Litter”, piesa ce deschide albumul, descrie dorința față de persoana iubită, și, în același timp, sentimentul de vinovăție dat de distanță. Titlul cântecului nu are nicio legătură cu versurile piesei. Stefan Olsdal și Brian Molko au compus instrumentalul piesei la începuturile trupei Placebo, și, ca să se amuze, i-au dat acest titlu, neschimbându-l nici în momentul în care, cincisprezece ani mai târziu, Molko a compus versurile pentru ea. În versuri apare o aluzie la un personaj biblic din Vechiul Testament, și anume Batsheba. Batsheba era o femeie măritată de care s-a îndrăgostit regele David; pentru a se putea căsători cu ea, el i-a trimis soțul într-o bătălie, în care acesta a fost ucis. Dumnezeu l-a pedepsit pe David, ucigându-i primul copil pe care acesta l-a avut cu Batsheba. Menționarea acestui nume întărește caracterul pasional și vinovat al versurilor.
„Ashtray Heart” alătură unui instrumental vesel versuri precum I tore the muscle from your chest / And used it to stub out cigarettes / I listened to your screams of pleasure / And I watch the bed sheets turn blood red (Ți-am sfâșiat inima / Am folosit-o să-mi sting țigările / Ți-am ascultat țipetele de plăcere / Am privit cearșafurile de pe pat însângerându-se). Titlul piesei este o aluzie (involuntară, susține Molko) la unul dintre vechile nume ale formației Placebo. Este primul cântec scris de Brian Molko fără niciun fel de ajutor din partea lui Stefan Olsdal. Versul Cenicero, cenicero provine de la faptul că, atunci când când era în vacanță în Nicaragua, Molko era singurul fumător din grup, și, în fiecare restaurant trebuia să ceară să i se aducă scrumiera („cenicero” înseamnă „scrumieră” în limba spaniolă).
Cea de-a treia piesă, „Battle for the Sun”, este considerată de Molko drept una dintre cele mai bune melodii scrise vreodată de el și de Stefan Olsdal.. Melodia următoare, „For What It's Worth”, prezintă o suită de drame personale, încununate de concluzia conform căreia este necesar, dincolo de toate, să continui să lupți. Pe parcursul piesei apare la un moment dat un fragment din muzica din jocul Tetris.
„Devil in the Details” pune accent pe partea întunecată adusă de greșeli, de regrete, de excese, pe diavol (care nu e privit ca un rău absolut, ci, mai degrabă, ca un înger decăzut). Molko a specificat într-un interviu că albumul abundă în teme religioase, precizând totodată că nu poate fi vorba de o „iluminare creștină” din partea trupei și explicând că, deși nu crede în existența lui Dumnezeu, crede în diavol. „Bright Lights” este o piesă cu un instrumental care a fost comparat de un critic cu instrumentalele de pe albumul de debut al formației The Killers. Molko a descris melodia ca având caracter autobiografic.
Pe „Speak in Tongues” sunt prezente iarăși aluziile religioase, „speak in tongues” fiind o expresie ce se găsește în epistola lui Pavel către Corinteni, ce face aluzie la starea de transă în care se află cei prin care „grăiește cuvântul Domnului”. Versurile sugerează faptul că este vorba despre o comuniune de tip sexual. „Speak in Tongues” face la un moment dat aluzie la o piesă de-a lui Lou Reed, „Walk on the Wild Side”. În această piesă apare versul Candy came from out on the island, asemănător cu primul vers al piesei trupei Placebo, care sună în felul următor: Kitty came on home from on the island. Interesant este că  formația Eagles of Death Metal (apreciată mult de cei de la Placebo), a scos un cântec cu un titlu asemănător, „Speaking in Tongues”.
„The Never-Ending Why” pune accentul, conform lui Molko, pe miile de întrebări care răsar în decursul vieții umane, însă neagă posibilitatea de a afla toate răspunsurile la ele. Versurile piesei sunt scrise de Stefan Olsdal.
Piesa următoare, „Julien”, adoptă o temă ceva mai întunecată, tonul fiind însă ușor atenuat de faptul că despre protagonistul cântecului se vorbește la persoana a doua. Lirica vorbește despre dependența de droguri, versul Now that it's snowing in your brain (literal: Acum că ninge în creierul tău) făcând aluzie la cocaină; în plus, versurile prezintă și imaginea îngerilor decăzuți, alungați din rai. „Julien” este prima piesă în ale cărei versuri este pomenit și numele propriu al personajului. Placebo a mai avut o melodie numită după personajul protagonist („Leni”), dar acolo numele personajului nu apărea pe parcursul cântecului.
Despre următoarea piesă, „Happy You're Gone”, au existat speculații că s-ar putea referi la Steve Hewitt, dar Molko a spus în repetate rânduri că acest cântec nu este „despre o persoană în particular”. „Breathe Underwater” face aluzie la diferența dintre cum ai fost ca adolescent și cum ești ca persoană matură: Molko este de părere că muzica rock se rezumă la căutarea adolescenței eterne. „Come Undone” este, așa cum indică și titlul, o poveste a abandonului, a renunțării la luptă.
Ultima piesă, „Kings of Medicine”, vorbește despre abuzurile de droguri și alcool, ce schimbă relațiile interumane, adeseori în rău. Molko susține că această piesă a fost scrisă pentru o campanie împotriva alcoolului, campanie care însă nu s-a finalizat în cele din urmă. Întrebat dacă piesa are vreo legătură cu Hewitt, Molko a spus că nu, și că nicio piesă de pe album nu are, adăugând „e cam demn de milă să te apuci să scrii melodii despre foști bateriști.”

## Recenzii
Prima recenzie a albumului l-a clasificat ca nefiind foarte satisfăcător la prima ascultare, notând că instrumentalele urmează aceeași linie, că unele sunt excesiv de încărcate, ieșind prea mult în evidență și abătând atenția de la versuri. Recenziile ce au urmat fie au lăudat noul material de studio, fie l-au desființat complet. Revista Kerrang a scris că noul album este una dintre cele mai de calitate realizări ale trupei, în timp ce Classic Rock îl descria drept cel mai coerent și energic disc Placebo. Eddie Fleisher de la Alternative Press a creditat albumul cu 4 stele și jumătate din 5, observând că acesta „preia cele mai bune elemente din sound-ul trupei și le concentrează într-o experiență auditivă coezivă - nu există nimic de umplutură”. Este notat și faptul că apariția lui Steve Forrest în trupă oferă un plus de energizare bine venit, și faptul că versurile lui Molko au căpătat mai multă claritate. Fleisher este de părere că pe album se regăsesc două din cele mai bune piese Placebo compuse vreodată, „Happy You're Gone” și „Kings of Medicine”.
O parte a presei a fost nemulțumită de album, acuzând faptul că formația a lăsat la o parte versurile cu teme profunde, cu tentă pesimistă, abordate în primele albume de studio pentru niște versuri mai puțin introspective. Sau, după cum nota Claire Joslin pe site-ul DrownedInSound.com: „...cuvintele odinioară sinistre ale lui Brian Molko par nesincere și forțate”, adăugând faptul că versurile sunt plictisitoare, și că albumul se deosebește vădit de primele albume Placebo în care „formația avea ceva de spus, ceva ce nu avea să îți placă”. Joslin creditează albumul cu nota 4 (cea mai mare notă posibilă fiind 10). O recenzie negativă a venit și din partea revistei NME, care a caracterizat albumul drept „o copie disperată a originalității”, adăugând: „Pentru cei care încă mai cred în ei, Placebo vor rămâne, cel puțin, o formație pe care merită să o vezi live la festivalurile din această vară, dar numai în condițiile în care cei cu adevărat tari (Suede, Muse, David Bowie, Nirvana etc) nu sunt disponibili.” Ian Cohen de la Pitchfork a fost și mai drastic, creditând albumul cu nota 3.4 din 10. Cohen a caracterizat instrumentalele de pe album drept fade și în același timp mult prea încărcate și a fost de părere că formația a involuat din punct de vedere liric.